# Teodor Meleșcanu
Teodor Meleșcanu (Brád, 1941. március 10. –) román politikus, diplomata.

## Tanulmányai
Az aradi Moise Nicoară Líceum elvégzése után a bukaresti egyetem jogi karán tanult (1959–1964), majd ugyanitt posztgraduális képzésen vett részt a nemzetközi kapcsolatok szakon (1964–1966).
1973-ban megszerezte a politológiai és a nemzetközi jogi doktori címet a genfi egyetemen.

## Politikai pályafutása
1966-tól a külügyminisztérium diplomatája volt, fokozatosan haladva előre 1992-ben nagykövet lett.
1992–1966 között a PDSR részéről a Văcăroiu-kormány, 2014. november 10–18. között a Ponta-kormány külügyminisztere. 2007. április – 2008. december között a PNL részéről a Tăriceanu-kormányban honvédelmi miniszter volt.
Prahova megye szenátora volt 1996–200 között (a PDSR részéről 1997 júniusáig, utána függetlenként); 2004–2008 között a PNL-PD listájáról, PNL-tagként; 2008–2012 között a PNL listájáról; 2016–2020 között (az ALDE listájáról 2019 szeptemberéig, utána a PSD részéről).
2012 februárjától a SIE (Külföldi Hírszerző Szolgálat) igazgatója egészen 2014 szeptemberéig, amikor lemondott, hogy jelöltesse magát a 2014-es elnökválasztáson, ahol 1,09%-kal a 9. lett a 14 jelöltből.

## Fordítás
Ez a szócikk részben vagy egészben  a   Teodor Meleșcanu című román Wikipédia-szócikk ezen változatának fordításán alapul.  Az eredeti cikk szerkesztőit annak laptörténete sorolja fel. Ez a jelzés csupán a megfogalmazás eredetét és a szerzői jogokat jelzi, nem szolgál a cikkben szereplő információk forrásmegjelöléseként.